# Alain Colmerauer

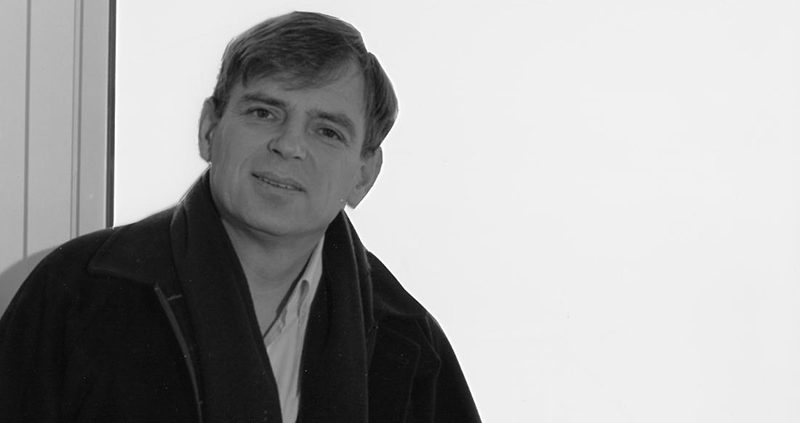
Alain Colmerauer (1988)

Alain Marie Albert Colmerauer (* 24. Januar 1941 in Carcassonne, Okzitanien; † 12. Mai 2017 in Marseille, Provence-Alpes-Côte d’Azur) war ein französischer Informatiker. Er gilt als einer der Erfinder der logischen Programmiersprache Prolog und des Q-Systems, eines der ersten linguistischen Werkzeuge während der Entwicklung des TAUM-METEO Prototypen. Er arbeitete als  Professor an der Universität Aix-Marseille.

## Leben
Alain Colmerauer studierte ab 1963 an der École nationale supérieure d’informatique et de mathématiques appliquées de Grenoble (ENSIMAG). 1967 wurde er Doktor der Informatik durch seine Dissertation Précédence, analyse syntaxique et langages de programmation. Von 1967 bis 1970 weilte er in Kanada, wo er als Assistenzprofessor an der Universität Montreal tätig war.
Im Jahr 1972 implementierte die Forschungsgruppe Groupe d’Intelligence Artificielle de Luminy in Marseille unter der Leitung von Colmerauer erstmals die Programmiersprache Prolog.
Alain Colmerauer war verheiratet und hatte drei Kinder.

## Preise und Auszeichnungen
1986 wurde er zum Ritter der Ehrenlegion geschlagen. 1987 wurde er korrespondierendes Mitglied der Académie des sciences.